# نستور پایوا
نستور پایوا (انگلیسی: Nestor Paiva؛ ۳۰ ژوئن ۱۹۰۵ – ۹ سپتامبر ۱۹۶۶) یک هنرپیشه اهل ایالات متحده آمریکا بود. وی بین سال‌های ۱۹۳۷ تا ۱۹۶۶ میلادی فعالیت می‌کرد.

## گزیده فیلم‌شناسی
از فیلم‌ها یا برنامه‌های تلویزیونی که وی در آن نقش داشته‌است می‌توان به آثار زیر اشاره کرد.
- موجودی از باتلاق سیاه
- آوای برنادت
- زنده‌باد زاپاتا!
- رتیل
- کن کن
- جلوی سحر را بگیرید
- ۵ انگشت
- گوژپشت نتردام
- جنوبی
- چهار سوار آخرالزمان
- بو ژست
- یه مرد لاغر دیگه
- هر چه خدا می‌خواهد
- ژاندارک
- نیمه‌شب
- راه مراکش
- پیتسبرگ
- آقای بلندینگ خانه رؤیایی خود را می‌سازد